# Gaium
Gaium, detta anche Gaion, è una frazione di Rivoli Veronese in provincia di Verona. La frazione è situata sulla sponda destra dell'Adige, allo sbocco della Chiusa di Ceraino e dista tre chilometri dal comune di appartenenza.

## Storia
Il toponimo Gaium ha probabilmente origini longobarde e deriverebbe dalla parola "gahagium" che significa bosco o anche "terreno di proprietà recintato di siepe" (in tedesco “Gehege“).
In tempi antichi, Gaium era alle dipendenze della Giudicaria Gardense. 
Tra il XI e XII secolo, in pieno periodo feudale, Gaium passò sotto il controllo degli ufficiali tedeschi. L'imperatore Federico I concesse poi al Monastero di San Zeno Maggiore l'intero territorio. Divenuto un comune nel 1289, Gaium prese il nome di "Castrum Galiuni", dovuto probabilmente alla presenza di un castello, andato poi distrutto, che sorgeva nelle vicinanze della chiesa di San Michele Arcangelo.
Gaium venne inglobato nel comune di Rivoli Veronese agli inizi del XIX secolo, in seguito ad una legge di Napoleone Eugenio Luigi Bonaparte.

## Luoghi d'interesse
- Chiesa di San Michele Arcangelo di Gaium - XVI secolo

Eretta nel 1562, la chiesa incorpora una cappella romanica del XII secolo. Edificata in mattoni, pietre calcaree e ciottoli di fiume, la chiesa testimonia la presenza di più fasi architettoniche. La parte più antica è di epoca romanica, di cui si conserva traccia nel campanile e nella fondazione dell'abside. 
In una seconda fase, nel XV secolo, vi è stato un ampliamento che ha comportato l'abbattimento dell'abside della chiesa romanica e la costruzione di un presbiterio più profondo e di una nicchia sul fianco settentrionale. Nel 1562 la chiesa venne ampliata dai Conti Gaioni, famiglia che prese il proprio nome dal paese, allora chiamato Gaion.
Colpita dai bombardamenti durante la seconda guerra mondiale, è attualmente oggetto di recupero architettonico e restauro pittorico da parte del comune di Rivoli Veronese. Nel 1951, essendo l'antica chiesa inagibile, è stata costruita in Località Rivolti una nuova chiesa anch'essa dedicata a San Michele.
- Croce di Gaium

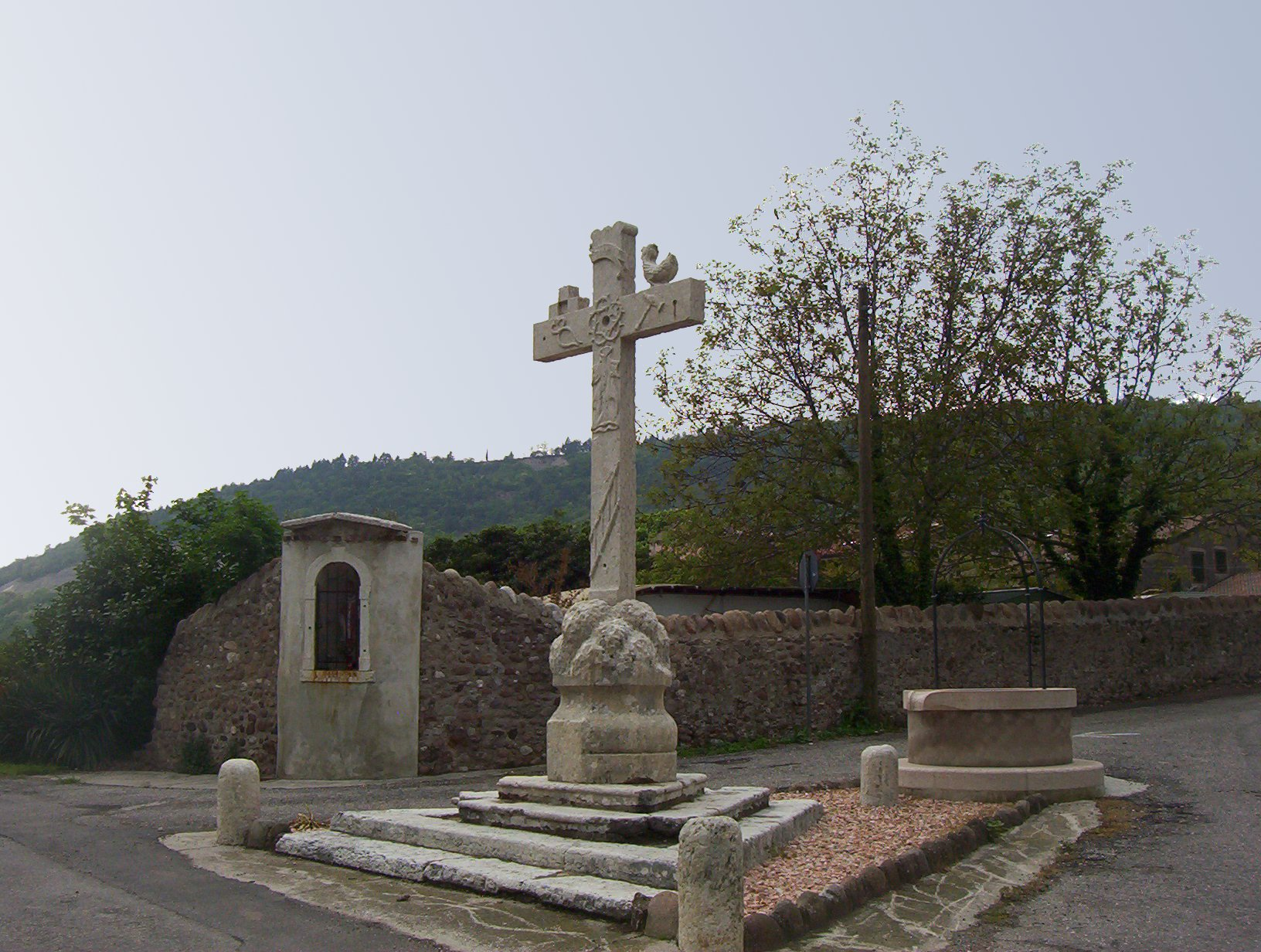
Croce presso Gaium, frazione di Rivoli Veronese

La croce venne scolpita nel 1790 da Antonio Tinelli, utilizzando marmo rosso di Verona. La croce presenta in rilievo gli strumenti utilizzati durante la passione di Cristo: la scala, il martello, la corona di spine. Al di sopra del braccio orizzontale della croce si trovano un gallo e tre dadi, simboli di San Pietro.

## Cultura
Gaium è citata nella poesia in dieci sonetti “val d'Adese”, pubblicata nel 1902 dal poeta dialettale veronese Berto Barbarani.